# Emballement climatique

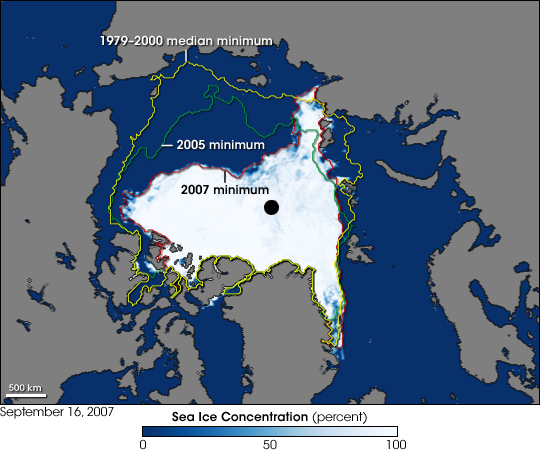
Le déclin record de la banquise arctique est considéré comme pouvant être un « point de bascule ».

L'emballement climatique est un phénomène hypothétique de changement climatique qui pourrait se produire après le franchissement d'un point de basculement, qui amorcerait une rétroaction positive, jusqu'à ce que soit atteint un nouvel état stable.

## Terminologie
L'expression « emballement climatique » (« runaway climate change » en anglais, entre autres) apparaît rarement dans la littérature professionnelle, et est le plus souvent utilisée en référence à des inquiétudes sur le réchauffement climatique actuel, mais certains astronomes l'utilisent, parlant plutôt d'« emballement de l'effet de serre » (« runaway greenhouse effect (en) » en anglais) pour décrire l'évolution du climat de Vénus et d'autres planètes, pouvant par exemple causer la disparition de l'eau liquide par ébullition,.
Lorsqu’on atteint un point de basculement ou niveau de bascule, le forçage radiatif devient tel qu'un forçage additionnel n'est plus nécessaire pour entraîner d'importants changements climatiques.
Lorsqu’on atteint un point de non-retour, il se produit des modifications du climat irréversibles (à l'échelle de temps de l'humanité), par exemple lors de la fonte de la banquise.

## Emballement de l'effet de serre
L'emballement de l'effet de serre peut avoir plusieurs significations. La moins extrême envisage un réchauffement global suffisant pour induire des phénomènes incontrôlables et qui l’amplifient, comme la fonte des calottes glaciaires et des hydrates de méthane. À l'autre bout de l'échelle, il décrit une planète ressemblant à Vénus, le carbone des roches ayant été transformé en gaz carbonique, avec des températures de plusieurs centaines de degrés, dans un état irréversible.
Une possibilité intermédiaire est le climat de serre humide, qui apparait lorsque la vapeur d'eau (H2O) devient un composant majeur de l'atmosphère. En principe, la vapeur d'eau étant elle aussi un gaz à effet de serre, cela pourrait causer une instabilité amenant à l'évaporation des océans, cependant, des simulations indiquent qu'un tel emballement n'est pas vraiment possible, sauf si l'activité solaire change de manière significative.

### Habitabilité globale
Même un emballement modéré du réchauffement aurait des conséquences dramatiques pour la survie de l’humanité : le calcul montre que, dans un scénario où tous les carburants fossiles auraient été brûlés, le réchauffement global serait de 16 °C (30 °C aux pôles, et 20 °C sur les continents). De telles températures empêcheraient presque partout la production de céréales, et rendraient la plus grande partie de la planète inhabitable en été,, le corps humain ne pouvant évacuer sa chaleur interne à des températures humides supérieures à 35 °C.

## Effets de rétroaction
La possibilité d'emballement climatique repose sur la notion de rétroaction : lorsqu'un changement de température produit un évènement amenant à d'autres changements de température, on parle de rétroaction positive si ce second changement va dans la même direction que le premier (ce qui tend à provoquer un emballement) et de rétroaction négative s'il va dans la direction opposée (ce qui amène à une stabilisation, comme dans le cas d'un thermostat).

### Effets lents
Il s'agit essentiellement de la taille des calottes glaciaires et du niveau de CO2 dans l'atmosphère : l'albédo diminue lorsque les calottes fondent, ce qui augmente l'absorption du rayonnement solaire et donc la température ; le gaz carbonique participe à un cycle du carbone complexe, dont les effets globaux sont mal connus. Cependant, dans un livre de 2006, Cox concluait que les masses continentales semblent jouer le rôle d'un puits de gaz carbonique, rendant une rétroaction positive et un emballement peu probables.

### Effets rapides
En général, les rétroactions rapides dépendent de l'état initial du climat. Il s'agit de changements de quantité de vapeur d'eau et d'aérosols dans l'atmosphère, ainsi que d'effets induits par la couverture nuageuse et l'étendue des glaces de mer.

### Clathrates et dépôts de méthane
Des dépôts de méthane et des clathrates potentiellement instables existent dans le pergélisol des régions polaires, dont on pense qu'ils seront libérés à mesure qu'avance le réchauffement global, l'effet sur les clathrates mettant probablement des millénaires pour se développer complètement. Le rôle du méthane dans les scénarios d'emballement climatique n'est pas clair, les études montrant que le dégagement de méthane dans l'atmosphère serait assez lent. Cependant, un effet plus rapide, le « fusil à clathrate », pourrait avoir des conséquences imprévisibles.

## Risques actuels
En 2007, le consensus de la communauté scientifique, tel qu'exposé dans le quatrième rapport d'évaluation du GIEC, était que « le réchauffement dû à l'homme pourrait amener à des effets abrupts ou irréversibles, en fonction de la vitesse et de l'amplitude des changements climatiques », mais cette affirmation concerne des situations moins graves qu'un emballement climatique. Le cinquième rapport d'évaluation du GIEC précise en 2014 que « un emballement de l'effet de serre — analogue à celui de Vénus — n'a pratiquement aucune chance d'être induit par des activités anthropiques ».
En 2025, le risque évoqué par Nathanaël Wallenhost est un effet de serre « incompatible avec la vie humaine en société » et qui mettrait en péril la survie de bien d'autres espèces. À aucun moment il n'évoque la comparaison avec Vénus ; néanmoins, le risque est bien réel. Il précise, par rapport au seuil de +2°C au delà duquel l'effet d'emballement risquerait de devenir irréversible : « {{{1}}} »